# Sakura Wars : Film
 (octobre 2019).
Si vous disposez d'ouvrages ou d'articles de référence ou si vous connaissez des sites web de qualité traitant du thème abordé ici, merci de compléter l'article en donnant les références utiles à sa vérifiabilité et en les liant à la section « Notes et références ».
Sakura Wars : Film (サクラ大戦 活動写真, Sakura Taisen Katsudō Shashin) est un film d'animation de Mitsuru Hongo, sorti en 2001.

## Synopsis
Japon, 1926. Tōkyō, où règne la machine à vapeur, prospère. Le développement de la capitale n'est pas sans inquiéter le Conseil des Anciens qui craint pour la protection spirituelle de la Capitale impériale, surtout après plusieurs attaques des Kouma.
Douglas-Stewart, une compagnie américaine propose de remplacer, par une nouvelle invention : le Japhkiel, armure sans pilote à vapeur, la Division des Fleurs qui doit accueillir un nouveau membre, la mystérieuse Rachet Altair.

## Fiche technique
- Titre : Sakura Wars : Film
- Titre original : サクラ大戦 活動写真 (Sakura taisen Katsudoushashin)
- Réalisation : Mitsuru Hongo
- Scénario : Hiroyuki Nishimura, Mitsuru Hongo, Nobuhisa Terado et Ouji Hiroi
- Directeur animation : Sushio
- Conception des personnages : Kōsuke Fujishima Hidenori Matsubara
- Compositeur : Kouhei Tanaka
- Directeur artistique : Yusuke Takeda
- Conception mécanique : Atsushi Takeuchi
- Directeur 3-D: Tokumitsu Kifune
- Supervision des animations des personnages : Takuya Saito
- Supervision des couleurs : Nobuko Mizuta
- Montage : Junichi Uematsu
- Producteur exécutif : Toshimichi Ohtsuki
- Film Director: Koji Tanaka
- Supervision animation clef : Mitsuru Ishihara
- Layout : Hiroshi Kato
- Directeur du son : Masafumi Mima
- Effets sonores : Shizuo Kurahashi
- Effets spéciaux : Shigenobu Kaihou
- Supervision : Satoru Akahori
- Date de sortie : 2001 (au Japon) - 2005 (France)
- Film japonais
- Format :
- Genre : film d'animation, science-fiction
- Durée : 85 minutes
- Public : adultes et adolescents

## Distribution des voix

### Version japonaise
- Akiko Kuno : Ratchet Altair
- Chisa Yokoyama : Sakura Shinguji
- Akio Suyama : Ichiro Ogami
- Kōichi Yamadera : Brent Furlong
- Kumiko Nishihara : Iris Chateaubriand
- Michie Tomizawa : Sumire Kanzaki
- Urara Takano : Maria Tachibana
- Yuriko Fuchizaki : Li Kohran
- Ai Orikasa : Kaede Fujieda
- Kazue Ikura : Reni Milchstraße
- Keiichi Nanba : Patrick Hamilton
- Masaru Ikeda : Ikki Yoneda
- Maya Okamoto : Soletta Orihime
- Mayumi Tanaka : Kanna Kirishima